# Severin Løvenskiold
För andra betydelser, se Severin Løvenskiold (olika betydelser).
Severin Løvenskiold, även Severin Lövenskiold, född den 7 februari 1777 i Porsgrund, död den 15 september 1856 på Fossum järnverk, var en norsk riksståthållare, Norges statsminister i Stockholm samt adelsman. Han var brorson till Bartholomeus Herman Løvenskiold, far till Otto Joachim Løvenskiold och Leopold Herman Severin Løvenskiold, farfar till Carl Otto Løvenskiold och Leopold Herman Løvenskiold.

## Biografi
Løvenskiold studerade 1793–94 bergsvetenskap i Sachsen och Schlesien samt tog 1796 juridisk examen i Köpenhamn och ingick i Rentekammeren. År 1797 blev han assessor i Kommerskollegium samt 1801 tillika i Finanskassedirektionen och var i denna egenskap greve Schimmelmanns sekreterare. År 1802 övertog han ledningen av Fossums järnverk, som han kort därefter inköpte. År 1803 blev han amtman i Bratsberg Amt och styrde 1805–11 tillika kungens egendom Larviks grevskap. Vid krigets utbrott 1807 ägnade han sig ivrigt åt försvaret av sitt amt, anlade kustbatterier och inrättade enskilda provianteringskommissioner. År 1813 tog han avsked från amtmansbefattningen. År 1814 deltog han som representant för Bratsberg Amt i riksförsamlingen på Eidsvold, där han tillhörde greve Wedels mest framstående och inflytelserika meningsfränder i fråga om Norges förening med Sverige, under det att han däremot stod i spänt förhållande till Kristian Fredrik. 
I november samma år utnämndes han till statsråd och fick jämte J.H. Vogt i uppdrag att underhandla med Danmark samt uppehöll sig av denna anledning först i Stockholm, senare i Köpenhamn från april 1815 till sommaren 1816. År 1817 tog han avsked från statsrådsämbetet och levde sedermera som enskild man på Fossum till 10 juli 1828, då han blev statsminister vid norska statsrådsavdelningen i Stockholm. Då han 1836 inte protesterat mot kungens åtgärd att upplösa stortinget, ställdes han av detta inför riksrätt och dömdes – enligt J.H. Vogts "optegnelser" med 11 röster mot 10 – att böta 1 000 speciedaler. Han begärde då sitt avsked, men detta blev honom i kraft av kunglig protokollsdiktamen av 26 september samma år förvägrat. Den 27 februari 1841 utnämndes han som greve Wedels efterträdare till Norges ståthållare, och på denna post kvarstod han ända till den 17 maj 1856, då han till följd av sin höga ålder på begäran erhöll avsked. Løvenskiold var en karaktärsfast, utpräglat konservativ personlighet.

## Utmärkelser[1]
- Kommendör med stora korset av Nordstjärneorden
- Riddare och Kommendör av Kungl. Maj:ts orden (Serafimerorden) – 8 mars 1829
- Kommendör av Sankt Olavs orden – 1847
- Riddare av Elefantorden – 1848
- Medaljen for borgerdåd – 1853

## Ledamotskap[1]
- Kongelige Norske Videnskabers Selskab – ledamot från 1929
- Hedersledamot i Kungliga Lantbruksakademien

## Bilder

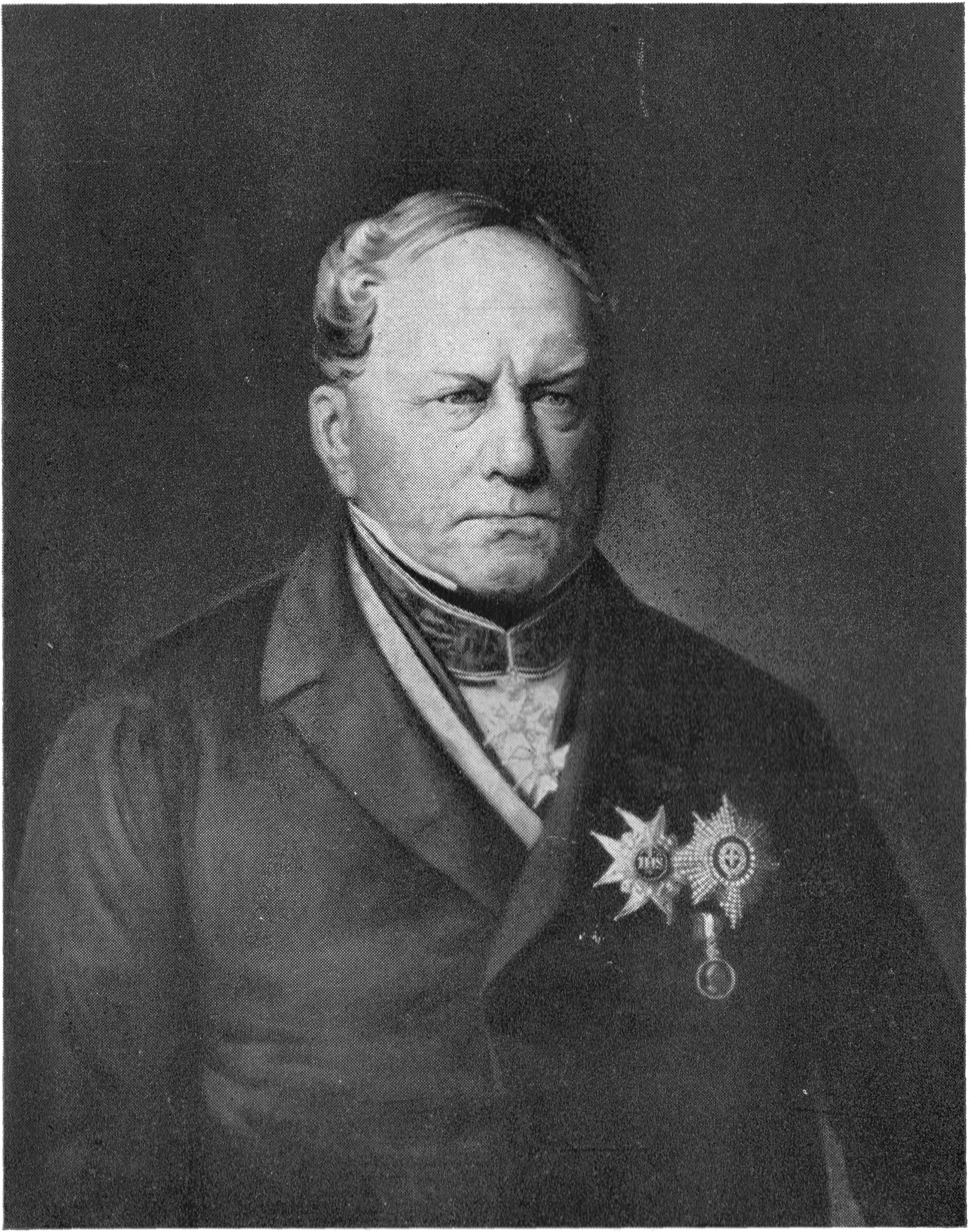
Severin Løvenskiold, målad av Knud Bergslien.
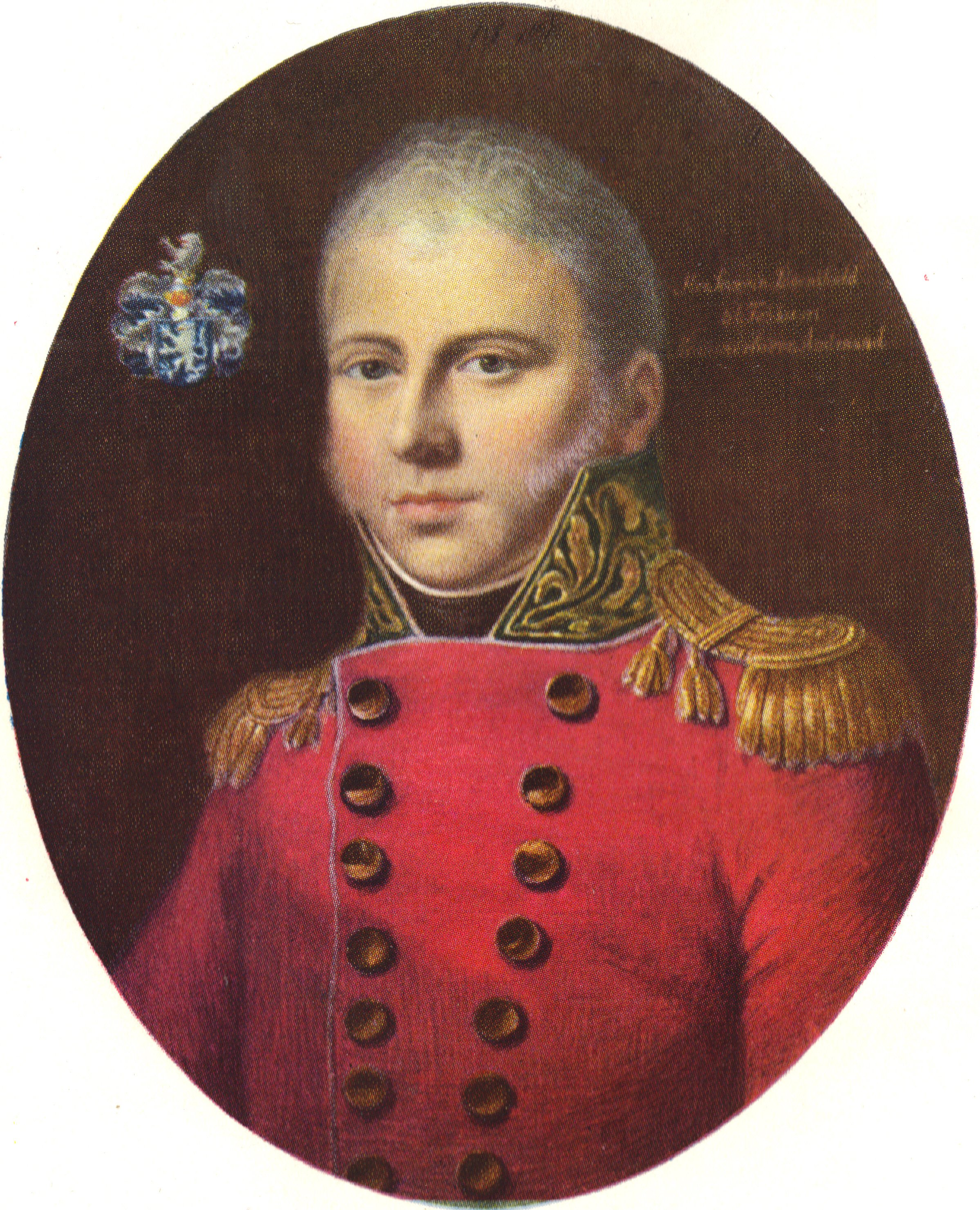
Løvenskiold runt år 1800.
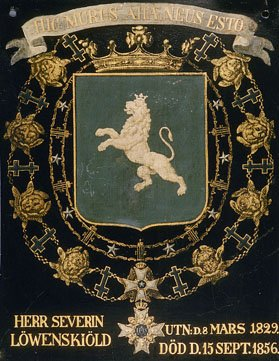
Løvenskiolds vapenplåt som Serafimerriddare.